# Toda Reverência
Toda Reverência é o quinto álbum de estúdio do cantor cristão Carlinhos Felix, lançado em 1997 pela gravadora Honor Music, do próprio artista. Contém a regravação de "Grito de Silêncio", gravada anteriormente pelo Rebanhão em duas versões, uma normal e outra instrumental.

## Antecedentes
Nos últimos três anos, Carlinhos Felix desenvolveu uma série de lançamentos pela MK Publicitá. O último deles, Ao Vivo, acompanhou o auge comercial do cantor. Na época, Carlinhos era um dos artistas evangélicos mais notáveis do Brasil, e sua agenda mensais de shows continha cerca de 20 apresentações em todo o Brasil.

## Gravação
O álbum, assim como os dois anteriores, foi produzido por Zé Canuto. Paulinho Guitarra toca guitarra no álbum ao lado do guitarrista do Rebanhão, Pablo Chies. Carlinhos mais uma vez regravou uma canção de sua ex-banda, "Grito de Silêncio". Também regravou "Creio", da banda Sinal de Alerta.

## Lançamento e recepção
| Críticas profissionais | Críticas profissionais |
| Avaliações da crítica  | Avaliações da crítica  |
| Fonte                  | Avaliação              |
| ---------------------- | ---------------------- |
| O Propagador           | [ 4 ]                  |

Toda Reverência foi lançado em 1997 pelo selo independente Honor Music. Segundo o jornal O Globo, mesmo sendo uma obra independente, o álbum venceu cerca de 18 mil cópias em 3 meses. Mais tarde, o cantor fechou um contrato de distribuição pelo país com as Lojas Americanas para distribuir seu álbum fora do segmento religioso. Na época, ele justificou dizendo que "sou um artista pop. O meu CD tem de tudo, de baião à rock. Por isso, não vejo por que tenha que ficar limitado às lojas especializadas de gospel".
O guia discográfico do O Propagador atribuiu uma cotação de 2,5 estrelas de 5 para o álbum, afirmando que Toda Reverência é um álbum mais introspectivo, mas também considerando o álbum como cansativo.
Toda Reverência foi lançado nas plataformas digitais em julho de 2021.

## Faixas
A seguir lista-se as faixas, compositores e durações de cada canção de Toda Reverência, segundo o encarte do disco.
| N.º            | Título                             | Compositor(es)                    | Duração |  |
| 1.             | "Toda Reverência"                  | Jorge Guedes                      | 4:05    |  |
| 2.             | "Ao Meu Redor"                     | Kenneth Morris                    | 4:52    |  |
| 3.             | "Isaías 55"                        | Carlinhos Felix e Lucas Ribeiro   | 3:21    |  |
| 4.             | "Terra do Salvador"                | Jorge Guedes                      | 3:35    |  |
| 5.             | "Grito de Silêncio"                | Pedro Braconnot e Carlinhos Felix | 4:05    |  |
| 6.             | "Não Julgueis"                     | Carlinhos Felix                   | 3:47    |  |
| 7.             | "Paixão de Cristo"                 | Elmar Gueiros e Eli Omega         | 4:04    |  |
| 8.             | "Janela 10/40"                     | Jorge Guedes                      | 4:11    |  |
| 9.             | "Creio"                            | Milton Jorge                      | 4:30    |  |
| 10.            | "Chance"                           | Jorge Guedes                      | 4:31    |  |
| 11.            | "Grito de Silêncio (Instrumental)" | Pedro Braconnot e Carlinhos Felix | 4:05    |  |
| Duração total: | Duração total:                     | Duração total:                    | 44:07   |  |

## Ficha técnica
A seguir estão listados os músicos e técnicos envolvidos na produção de Toda Reverência:
- Direção Artística: Carlinhos Felix
- Produção Musical, Sax e Arranjos de Metais: Zé Canuto
- Arranjos, Programações de Teclados: Levi Miranda
- Baixo: Ronaldo Olicar
- Percussão: Edson Quesada
- Trombone: Robson Olicar
- Guitarras: Pablo Chies e Paulinho Guitarra
- Violão: Carlinhos Felix
- Back-Vocal: Marlon Saint, Éder Araújo, Robson Olicar
- Mixagem: Zé Canuto
- Estúdio: Master Rosaldo (RJ)
- Masterização: Toney Fontes
- Foto: Sérgio Boi
- Direção de Arte: Adriana Felix